# Indiemag
Ein Indiemag oder Indie-Magazin ist eine unabhängige Zeitschrift für eine spezielle Zielgruppe, die vorwiegend gedruckt, oft aber auch online erscheint.

## Geschichte
Von der Organisationsform her knüpfen Indiemags an die Tradition der Stattzeitungen an, die in den 1970er Jahren aus der Bürgerinitiativenbewegung als Mittel einer Gegenöffentlichkeit entstanden waren. Gemäß der Theorie des Long tail wenden sie ähnlich wie diese an ein Nischenpublikum.

## Organisationsform
Zunächst erschienen Indiemags vorwiegend im Eigenverlag. Der Verzicht auf die Anbindung an einen großen Verlag und an die kommerzielle Ausrichtung ist für die meisten Indiemags kennzeichnend.
Die allermeisten Indiemags legen Wert auf eine Printversion. Insbesondere vor dem Hintergrund der Digitalisierung, deren Produkte als flüchtig empfunden werden, ist das Vorliegen eines Printprodukts für die Indiemag-Szene wesentlich. Dabei wird Wert auf hochwertige Gestaltung und avantgardistisches Design gelegt.
Ein Treffpunkt der Indiemag-Szene ist die jährlich stattfindende Indiecon.

## Weblink
- www.indiemags.de